# (7794) Sanvito
(7794) Sanvito es un asteroide perteneciente al Cinturón de asteroides, región del sistema solar que se encuentra entre las órbitas de Marte y Júpiter.
Fue descubierto el 15 de enero de 1996 por Maura Tombelli y Ulisse Munari desde la Estación de la Cima Ekar.

## Designación y nombre
Designado provisionalmente como 1996 AD4, fue nombrado en honor a Roberto di San Vito, quien es astrónomo aficionado. Firmemente comprometido con la astronomía y la astrometría, apoyó un nuevo observatorio en Montelupo Fiorentino que lleva su nombre: el "Observatorio de San Vito".

## Características orbitales
Sanvito está situado a una distancia media del Sol de 2,302 ua, pudiendo alejarse hasta 2,642 ua y acercarse hasta 1,961 ua. Su excentricidad es 0,148 y la inclinación orbital 5,676 grados. Emplea 1275,47 días en completar una órbita alrededor del Sol.
Pertenece a la familia de asteroides de (4) Vesta.

## Características físicas
La magnitud absoluta de Sanvito es 14,15. Tiene 4,558 km de diámetro y su albedo se estima en 0,309.